# 소노인터내셔널
주식회사 소노인터내셔널(영어: Sono International)은 대명소노그룹 계열의 서비스 기업이다.

## 역사
설립은 2005년이지만, 모태는 1979년 건설업 기반 대명소노그룹 출발하였다.